# Belajske Poljice
 Belajske Poljice  falu Horvátországban, Károlyváros megyében. Közigazgatásilag Barilovićhoz tartozik.

## Fekvése
Károlyvárostól 6 km-re délre, községközpontjától 7 km-re északra, a Korana bal partján fekszik. A község legészakibb települése.

## Története
A településnek 1857-ben 205, 1910-ben 290 lakosa volt. Trianon előtt Modrus-Fiume vármegye Vojnići járásához tartozott. 2011-ben 574 lakosa volt.

## Lakosság
| Lakosság változása | Lakosság változása | Lakosság változása | Lakosság változása | Lakosság változása | Lakosság változása | Lakosság változása | Lakosság változása | Lakosság változása | Lakosság változása | Lakosság változása | Lakosság változása | Lakosság változása | Lakosság változása | Lakosság változása | Lakosság változása |
| ------------------ | ------------------ | ------------------ | ------------------ | ------------------ | ------------------ | ------------------ | ------------------ | ------------------ | ------------------ | ------------------ | ------------------ | ------------------ | ------------------ | ------------------ | ------------------ |
| 1857               | 1869               | 1880               | 1890               | 1900               | 1910               | 1921               | 1931               | 1948               | 1953               | 1961               | 1971               | 1981               | 1991               | 2001               | 2011               |
| 205                | 219                | 197                | 266                | 275                | 290                | 317                | 384                | 386                | 426                | 478                | 501                | 553                | 605                | 580                | 574                |

## Nevezetességei
A Könnyező Szűzanya tiszteletére szentelt modern temploma. 1953-ban az itáliai Siracusa városában egy gipszből öntött Mária-szobor négy napig könnyezett. Ennek a tiszteletére épült a templom.